# Chain Home
Chain Home var kodenavnet for en serie radarstationer placeret langs Englands østkyst før og under 2. verdenskrig. 

## System
Systemet bestod af to forskellige radar-kæder: 

### System 1
AMES Type 1 (Air Ministry Experimental Station) gav varsling om fly på lang afstand.
Systemet var konstrueret til at oprere i frekvensområdet  20-50 MHz.

### System 2
AMES Type 2 havde kortere rækkevidde, men kunne opdage fly, der fløj lavt (150 meter). 
Systemet var konstrueret til at oprere i frekvensområdet  200 MHz.

## Effekt
Radarsystemet var medvirkende til at RAF var i stand til at vinde slaget om Storbritannien i 1940. 

## Graf Zeppelin
I perioden fra fra maj til august 1939 fløj det nazityske Graf Zeppelin LZ130 (Graf Zeppelin II) langs Storbritanniens kyst mod Vesterhavet for at lede efter radarsignaler. 
Under søgningen blev der observeret impulser, som kunne være radarsignaler, men man konkluderede at dette ikke kunne være tilfældet.

## Ekstern henvisning og kilde
- The Chain Home radar system
- Det britiske radarsystem under 2. verdenskrig http://michael.katzmann.name/GEC.JoR.V3N2.1985.pdf